# 地球TRIBE
『地球TRIBE』（ちきゅうトライブ）は、2018年4月12日にリリースされた、日本の音楽グループレペゼン地球の3枚目のオリジナルアルバム。発売元はLifeGroup。

## 概要
レペゼン地球の通算3枚目のアルバム。
『地球乱ド』の収録曲のMVが付属のDVDに収録されており、公式Youtubeチャンネルでも他のアルバム収録曲同様に公開されている。
各定額制音楽配信サービスでも配信されている。

## 収録曲

### CD
1. 8585 [2:50]
1stシングル「5454」、14thシングル「4545」をアレンジした曲。
2. ハロウィーンパーティー!! [3:18]
MVにはギャルグループ「Black Diamond」が出演している。
3. ほんじゃらかXmas [3:52]
サビの歌詞は福岡の方言であり、タイトルにもあるほんじゃらかは「そしたら…だよね？」という意味である。
4. 大阪TRIBE [3:12]
アルバムのリード曲。
5. バスターコール [4:19]
6. FF街 [2:47]
FF街→FF外という意味であり、「面識はありませんが横から失礼します」といった意味合いで使われるネットスラングである。
7. Mr.C [2:52]
8. チョコソン [3:12]
9. Like a BABY [3:30]
10. 轍 [4:05]
11. Fly High [3:16]
12. メモリー [4:01]
13. ジェニファーアイランド [3:25]
ジェニファー（レペゼンのマスコットキャラクター）ソング。今回からメンバーのパートが追加されており、後にジェニファーのパートは脇のパートになっており、MVではジェニファーパートが脇パートに置き換えられている。

### DVD
2ndアルバム『地球乱ド』の収録曲のMVが収録されている。